# Maksim Cigalko
Maksim Cigalko (bjeloruski: Максім Цыгалка, ruski: Максим Цыгалко, Minsk, 27. svibnja 1983. – 25. prosinca 2020.) bio je bjeloruski nogometaš. Iako nije ostvario uspješniju nogometnu karijeru, bio je mnogo poznatiji zbog videoigre Championship Manager 01/02 u kojoj je bio jedan od najboljih igrača.

## Igračka karijera
Nogometnu karijeru započeo je u omladinskoj momčadi Dinamo Minska, te kasnije prelazi u seniorsku momčad za koju je u 53 ligaška nastupa postigao 24 pogotka. S klubom je osvojio bjelorusku Premier ligu 2004. godine, te bjeloruski kup sezone 2002./2003. Godine 2006. prelazi u bjeloruski Naftan Novopolotsk, te je nakon toga kratko nastupao za klobove Kaisar iz Kazahstana, Banants iz Armenije, te naposljetku za Savit Mogilev koji se ugasio nakon sezone 2008. g. Dva puta je nastupio i za bjelorusku nogometnu reprezentaciju, za koju je postigao jedan pogodak u prijateljskoj utakmici protiv Uzbekistana. Zbog stalnih ozljeda, nogometnu karijeru prekida u dobi od 26 godina.
Preminuo je 25. prosinca 2020. godine u dobi od 37 godina.

## Championship Manager
Maksim, te u manjoj mjeri njegov brat Juri stekli su popularnost u nogometnoj simulaciji Championship Manager, posebice izdanju 01/02. U igri je Maksim imao vrlo dobre ocjene te jako visoki potencijal, zbog čega bi redovito postao jedan od najboljih svjetskih igrača, te se smatra jednim od najvećih legendi igre. Za to je bio "zaslušan" skaut Antonio Putilo, koji je tada ocjenjivao bjeloruske talente za bazu podataka u igri.

## Uspjesi

### Klupski uspjesi
Dinamo Minsk
- Bjeloruska Premier liga: 2004.
- Bjeloruski kup: 2002./2003.

## Vanjske poveznice
- Maksim Cigalko na stanici Transfermarkt